# Mecynostomum haplovarium
Mecynostomum haplovarium är en plattmaskart som beskrevs av Jürgen Dörjes 1968. Mecynostomum haplovarium ingår i släktet Mecynostomum och familjen Mecynostomidae. Inga underarter finns listade i Catalogue of Life.